# Suci Rizky Andini

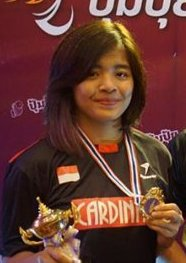
Suci Rizky Andini, 2016

Suci Rizky Andini (* 26. März 1993 in Bandung) ist eine indonesische Badmintonspielerin.

## Karriere
Suci Rizky Andini wurde bei der Juniorenweltmeisterschaft 2009 Zweite im Damendoppel mit Tiara Rosalia Nuraidah. 2010  schaffte sie es gemeinsam mit Della Destiara Haris bis ins Viertelfinale des Damendoppels der Indonesia Open. Bei der Weltmeisterschaft 2011 war für beide dagegen schon in der ersten Runde Endstation. 2010 und 2011 siegte sie bei den Indonesia International.

## Sportliche Erfolge
| Saison | Veranstaltung               | Disziplin   | Platz | Name                                       |
| ------ | --------------------------- | ----------- | ----- | ------------------------------------------ |
| 2009   | Junioren-Weltmeisterschaft  | Damendoppel | 2     | Tiara Rosalia Nuraidah / Suci Rizky Andini |
| 2010   | Indonesia Open              | Damendoppel | 5     | Della Destiara Haris / Suci Rizky Andini   |
| 2010   | Indonesia International     | Damendoppel | 1     | Della Destiara Haris / Suci Rizky Andini   |
| 2011   | Indonesia International     | Damendoppel | 1     | Della Destiara Haris / Suci Rizky Andini   |
| 2011   | Weltmeisterschaft           | Damendoppel | 33    | Della Destiara Haris / Suci Rizky Andini   |
| 2011   | Junioren-Asienmeisterschaft | Damendoppel | 1     | Tiara Rosalia Nuraidah / Suci Rizky Andini |
| 2011   | Indonesische Superliga      | Damenteam   | 4     | PB Mutiara                                 |